# Spartak (balletto)
Spartak (a volte tradotto anche come Spartacus o Spartaco) è un balletto in quattro atti e nove quadri su musiche di Aram Il'ič Chačaturjan.
Il balletto, inizialmente composto nel 1954 (tale composizione valse a Chačaturjan il Premio Lenin per quell'anno) fu rappresentato per la prima volta il 27 dicembre 1956 al Teatro dell'Opera di Leningrado dalla compagnia del Kirov Ballet con la coreografia di Leonid Yakobson.
La sceneggiatura del balletto, scritta dal drammaturgo Nikolai Volkov, è basata sull'omonimo romanzo storico del 1873 di Raffaello Giovagnoli, tradotto in lingua russa nel 1880-1881, romanzo che tratta delle gesta di Spartaco, lo schiavo che capeggiò la rivolta che diede vita alla Terza guerra servile.
La prima rappresentazione del balletto al Teatro Bol'šoj di Mosca risale al 1958, per la coreografia di Igor Moiseev, tuttavia la produzione di maggior successo è stata quella del 1968, per la coreografia di Jurij Grigorovič. Il balletto è uno dei più noti e rappresentati di Chačaturjan: ancor oggi è in cartellone sia al Bol'šoj che in numerosi altri teatri russi e degli altri paesi ex-sovietici.

## Personaggi
- Spartaco, capo degli schiavi ribelli
- Crasso, generale romano
- Frigia, moglie di Spartaco
- Egina, cortigiana, concubina di Crasso
- Gladiatore
- Tre pastori
- Pastorella